# 斯特爾山
66°10′S 65°14′W / 66.167°S 65.233°W
斯特爾山是南極洲的山峰，位於葛拉漢地西岸，處於霍特達爾灣發源地南面，由英國探險隊的照片繪入地圖，現時由南極條約體系管理。